# 三吉村 (広島県)
三吉村（みよしむら）は、広島県深安郡にあった村。現在の福山市の三吉町1~5丁目と三吉町南1,2丁目にあたる。

## 地理
江戸時代に行われた干拓事業で誕生した当時は芦田川の下流域に位置していたがその南部も徐々に干拓が進んだ結果、現在は内陸部に位置する。概ね国道313号線と吉津川に挟まれたエリア。

## 歴史
- 1889年（明治22年）4月1日、町村制の施行により、深津郡三吉村が単独で村制施行し、三吉村が発足[1][2]。
- 1898年（明治31年）10月1日、郡の統合により深安郡に所属[1][2]。
- 1913年（大正2年）4月1日、深安郡福山町に編入され廃止[1][2]。

### 地名の由来
当地で野上、吉津、深津の3か村の端が接し、その端を合わせて一村としたことによる。